# 行森
行森（1614年—1677年），世称茆溪行森，广东博罗人，明末清初临济宗高僧。
行森七岁弃家拜宗宝独公为师出家，参学云门圆信，后拜谒玉林通琇。清顺治十七年（1660年），入召内廷，因辞封号，顺治帝称呼其为慈翁。之后隐居浙江杭州龙溪庵，为后来的圆照寺。康熙十六年圆寂于吴山华严寺。著作有《茆溪森禅师语录》。